# Marcus Hook Roll Band
.
Marcus Hook Roll Band foi uma banda australiana de rock, notável por ser o grupo, onde Malcolm Young e Angus Young eram membros antes da formação do AC/DC.

## História
Marcus Hook Roll Band contou com George Young (vocais, guitarra, piano, baixo), Harry Vanda (guitarra, vocais), Alex Young (saxofone),Angus Young(guitarra), Malcolm Young(guitarra), Freddie Smith (baixo),Ian Campbell (bateria), John Proud (bateria), e Howard Casey (saxofone). O projeto lançou um álbum, Tales of Old Grand Daddy (1973), que foi publicado apenas na Austrália (EMI), apesar de uma variação que mais tarde seria lançado nos EUA em "Green label" (Gravadora Verde) série de orçamento do álbum (# SN-11991) em contribuição de Vanda e Young no álbum Flash And The Pan. Eles também lançaram três singles, sendo o primeiro "Natural Man"/"Boogalooing Is For Wooing", seguido por "Lady Louisiana" / "Hoochie Coochie Har Kau (Blues Lee Ho)", e "Can't Stand the Heat" / "Moonshine Blues".
Tales of Old Grand Daddy está prevista para re-lançamento em 2 de Junho de 2014 em CD e vinil.

## Álbuns
| Titulo                                                       | Gravadora          | Notas |
| ------------------------------------------------------------ | ------------------ | --- |
| Tales of Old Grand Daddy                                     | EMI                | LP Edição Original                                                                                             |
| Marcus Hook Roll Band Featuring Harry Vanda and George Young | Capitol            | Estados Unidos Issue                                                                                           |
| Full File                                                    | Albert Productions | Contém toda a saída MHRB                                                                                       |
| Tales of Old Grand Daddy (CD)                                | Albert Productions | CD reissue adding "Louisiana Lady" e uma versão Demo mono de "Natural Man", mas omitindo todos os três lados B |

## Singles
Todos os três singles foram registrados na Inglaterra e produzido por Wally Allen (The Pretty Things), para salvar "Can't Stand the Heat", que foi retirado do álbum australiano.
| Titulo                                  | Gravadora       |
| --------------------------------------- | --------------- |
| Natural Man/ Boogalooing is for Wooing  | Regal Zonophone |
| Louisiana Lady/ Hoochie Koochie Har Kau | Regal Zonophone |
| Can't Stand the Heat/ Moonshine Blues   | Regal Zonophone |